# محوطه کوره دشت ویه
محوطه کوره دشت ویه مربوط به عصر آهن است و در شهرستان رودبار، بخش عمارلو، روستای ویه واقع شده و این اثر در تاریخ ۱۱ شهریور ۱۳۸۲ با شمارهٔ ثبت ۹۹۳۷ به‌عنوان یکی از آثار ملی ایران به ثبت رسیده است.